# Llista d'objectes NGC (6000-6999)
Aquesta és una llista d'objectes 1000-1999 del New General Catalogue (NGC). El catàleg astronòmic comprèn principalment cúmuls estel·lars, nebuloses, i galàxies. Altres objectes del catàleg es poden trobar en les subpàgines de la llista d'objectes NGC. La informació sobre les constel·lacions d'aquestes taules és presa de The Complete New General Catalogue and Index Catalogue of Nebulosae and Estrella Clusters by J. L. E. Dreyer,
al que s'ha accedit fent servir el VizieR Service. Els tipus de galàxies s'han identificat fent servir la NASA/IPAC Extragalactic Database. La resta de dades d'aquestes taules són de SIMBAD Astronomical Database llevat que s'indiqui el contrari.

## 6000-6099
| Número del NGC | Altres noms                  | Tipus d'objecte        | Constel·lació       | Ascensió recta (J2000) | Declinació (J2000) | Magnitud aparent |
| -------------- | ---------------------------- | ---------------------- | ------------------- | ---------------------- | ------------------ | ---------------- |
| 6025           |                              | Cúmul obert            | Triangulum Australe | 16h 03m 42s            | −60° 30′ 00″       | 5.1              |
| 6027           | (Part del Sextet de Seyfert) | Galàxia en interacció  | Serpens             | 15h 59m 12.7s          | +20° 45′ 47″       | 14.7             |
| 6027a          | (Part del Sextet de Seyfert) | Galàxia en interacció  | Serpens             | 15h 59m 11.5s          | +20° 45′ 14″       | 15.1             |
| 6027b          | (Part del Sextet de Seyfert) | Galàxia en interacció  | Serpens             | 15h 59m 11.0s          | +20° 45′ 42″       | 15.4             |
| 6027c          | (Part del Sextet de Seyfert) | Galàxia en interacció  | Serpens             | 15h 59m 12.1s          | +20° 44′ 47″       | 16.0             |
| 6027d          | (Part del Sextet de Seyfert) | Galàxia espiral        | Serpens             | 15h 59m 13.2s          | +20° 45′ 33″       | 15.6             |
| 6027e          | (Part del Sextet de Seyfert) | Galàxia en interacció  | Serpens             | 15h 59m 15.1s          | +20° 45′ 55″       | 16.5             |
| 6043           |                              | Galàxies en interacció | Hercules            | 16h 005m 01.2s         | +17° 46′ 26″       | 15.4             |
| 6087           |                              | Cúmul obert            | Norma               | 16h 19m                | −57° 56′           | 5.9              |
| 6093           | Messier 80                   | Cúmul globular         | Scorpius            | 16h 17m 02.5s          | −22° 58′ 30″       | 8.7              |

## 6100-6199
| Número del NGC | Altres noms            | Tipus d'objecte                     | Constel·lació           | Ascensió recta (J2000) | Declinació (J2000) | Magnitud aparent |
| -------------- | ---------------------- | ----------------------------------- | ----------------------- | ---------------------- | ------------------ | ---------------- |
| 6121           | Messier 4              | Cúmul globular                      | Scorpius                | 16h 23m 35.4s          | −26° 31′ 32″       | 8.1              |
| 6124           |                        | Cúmul obert                         | Scorpius                | 16h 25m 36s            | −40° 40′ 00″       | 5.8              |
| 6125           |                        | Galàxia el·líptica                  | Constel·lació del Dragó | 16h 19m 11.7s          | +57° 59′ 03″       | 13.0             |
| 6127           | (Duplicat de NGC 6125) | Galàxia el·líptica                  | Constel·lació del Dragó | 16h 19m 11.7s          | +57° 59′ 03″       | 13.0             |
| 6128           | (Duplicat de NGC 6125) | Galàxia el·líptica                  | Constel·lació del Dragó | 16h 19m 11.7s          | +57° 59′ 03″       | 13.0             |
| 6152           |                        | Cúmul obert                         | Norma                   | 16h 33m                | −52° 38′           | 8.1              |
| 6164           | HD 148937; SAO 226891  | Estrella variable i Nebulosa difusa | Norma                   | 16h 33m 52.4s          | −48° 06′ 40″       | 7.0              |
| 6165           | HD 148937; SAO 226891  | Estrella variable i Nebulosa difusa | Norma                   | 16h 33m 52.4s          | −48° 06′ 40″       | 7.0              |
| 6171           | Messier 107            | Cúmul globular                      | Ophiuchus               | 16h 32m 31.9s          | −13° 03′ 13″       | 10.0             |
| 6188           | Nebulosa de Rim        | Nebulosa difusa                     | Ara                     |                        |                    |                  |
| 6193           |                        | Cúmul obert                         | Ara                     | 16h 41m                | −48° 46′           | 5.3              |

## 6200-6299
| Número del NGC | Altres noms                           | Tipus d'objecte     | Constel·lació | Ascensió recta (J2000) | Declinació (J2000) | Magnitud aparent |
| -------------- | ------------------------------------- | ------------------- | ------------- | ---------------------- | ------------------ | ---------------- |
| 6205           | Messier 13; Cúmul globular d'Hèrcules | Cúmul globular      | Hercules      | 16h 41m 41s            | +36° 27′ 37″       | 5.8              |
| 6210           |                                       | Nebulosa planetària | Hercules      | 16h 44m 29.5s          | +23° 48′ 00″       | 12.3             |
| 6218           | Messier 12                            | Cúmul globular      | Ophiuchus     | 16h 47m 14.5s          | −01° 56′ 52″       | 8.5              |
| 6231           |                                       | Cúmul obert         | Scorpius      | 16h 54m 08.5s          | −41° 49′ 36″       | 2.8              |
| 6240           |                                       | Galàxia irregular   | Ophiuchus     | 16h 52m 59.0s          | +02° 24′ 02″       | 14.7             |
| 6242           |                                       | Cúmul obert         | Scorpius      | 16h 55m                | −39° 28′           | 7.1              |
| 6254           | Messier 10                            | Cúmul globular      | Ophiuchus     | 16h 57m 09.0s          | −04° 05′ 58″       | 6.4              |
| 6266           | Messier 62                            | Cúmul globular      | Ophiuchus     | 17h 01m 12.6s          | −30° 06′ 45″       | 8.6              |
| 6273           | Messier 19                            | Cúmul globular      | Ophiuchus     | 17h 02m 37.7s          | −26° 16′ 05″       | 8.5              |

## 6300-6399
| Número del NGC | Altres noms                    | Tipus d'objecte       | Constel·lació           | Ascensió recta (J2000) | Declinació (J2000) | Magnitud aparent |
| -------------- | ------------------------------ | --------------------- | ----------------------- | ---------------------- | ------------------ | ---------------- |
| 6302           | Nebulosa de la Cuca            | Nebulosa planetària   | Scorpius                | 17h 13m 44.2s          | −37° 06′ 16″       | 7.1              |
| 6304           | ESO454-SC2                     | Cúmul globular        | Ophiuchus               | 17h 14m 32.5s          | −29° 27′ 44″       | 8.22             |
| 6333           | Messier 9                      | Cúmul globular        | Ophiuchus               | 17h 19m 11.8s          | −18° 30′ 59″       | 9.4              |
| 6334           | Nebulosa de l'Urpa de Gat      | Remanent de Supernova | Scorpius                | 17h 19m 58.0s          | −35° 57′ 47″       |                  |
| 6340           |                                | Galàxia espiral       | Constel·lació del Dragó | 17h 10m 25.1s          | +72° 18′ 17″       | 11.9             |
| 6341           | Messier 92                     | Cúmul globular        | Hercules                | 17h 17m 07.3s          | +43° 08′ 12″       | 6.3              |
| 6357           | Nebulosa de la Guerra i la Pau | Nebulosa difusa       | Scorpius                | 17h 24m                | −34° 20′           |                  |
| 6369           | Nebulosa del Petit Fantasma    | Nebulosa planetària   | Ophiuchus               | 17h 29m 20.4s          | −23° 45′ 34″       | 16.6             |
| 6397           |                                | Cúmul globular        | Ara                     | 17h 40m 41.4s          | −53° 40′ 25″       | 7.4              |

## 6400-6499
| Número del NGC | Altres noms                      | Tipus d'objecte | Constel·lació | Ascensió recta (J2000) | Declinació (J2000) | Magnitud aparent |
| -------------- | -------------------------------- | --------------- | ------------- | ---------------------- | ------------------ | ---------------- |
| 6402           | Messier 14                       | Cúmul globular  | Ophiuchus     | 17h 37m 36.2s          | −03° 14′ 45″       | 9.6              |
| 6405           | Messier 6; Cúmul de la Papallona | Cúmul obert     | Scorpius      | 17h 40m                | −32° 12′           | 4.5              |
| 6475           | Messier 7                        | Cúmul obert     | Scorpius      | 17h 54m                | −34° 47′           | 3.5              |
| 6494           | Messier 23                       | Cúmul obert     | Sagittarius   | 17h 57m                | −18° 59′           | 6.0              |
| 6496           |                                  | Cúmul globular  | Scorpius      | 17h 59m 02.0s          | −44° 15′ 55″       | 10.0             |

## 6500-6599
| Número del NGC | Altres noms                                  | Tipus d'objecte     | Constel·lació           | Ascensió recta (J2000) | Declinació (J2000) | Magnitud aparent |
| -------------- | -------------------------------------------- | ------------------- | ----------------------- | ---------------------- | ------------------ | ---------------- |
| 6500           |                                              | Galàxia espiral     | Hercules                | 17h 55m 59.8s          | +18° 20′ 18″       | 13.4             |
| 6514           | Messier 20; Nebulosa Trifida                 | Nebulosa difusa     | Sagittarius             | 18h 02m 23s            | −23° 02′           | 6.8              |
| 6520           |                                              | Cúmul obert         | Sagittarius             | 18h 03m                | −27° 53′           | 7.6              |
| 6522           | Ubicada a la Finestra de Baade)              | Cúmul globular      | Sagittarius             | 18h 03m 34.1s          | −30° 02′ 02″       | 10.7             |
| 6523           | Ubicada a Messier 8 (Nebulosa de la Llacuna) | Cúmul obert         | Sagittarius             | 18h 03m                | −24° 23′           |                  |
| 6530           | Ubicada a Messier 8 (Nebulosa de la Llacuna) | Cúmul obert         | Sagittarius             | 18h 05m                | −24° 22′           | 4.7              |
| 6531           | Messier 21                                   | Cúmul obert         | Sagittarius             | 18h 04m                | −22° 29′           | 6.0              |
| 6537           |                                              | Nebulosa planetària | Sagittarius             | 18h 05m 13.1s          | −19° 50′ 35″       | 13.6             |
| 6543           | Nebulosa de l'Ull de Gat                     | Nebulosa planetària | Constel·lació del Dragó | 17h 58m 33.4s          | +66° 38′ 00″       | 9.8              |
| 6559           |                                              | Nebulosa difusa     | Sagittarius             | 18h 10m                | -24°               |                  |
| 6560           |                                              | Galàxia espiral     | Hercules                | 18h 05m 14.2s          | +46° 52′ 53″       | 14.2             |
| 6565           |                                              | Nebulosa planetària | Sagittarius             | 18h 11m 52.5s          | −28° 10′ 42″       | 12.5             |
| 6578           |                                              | Nebulosa planetària | Sagittarius             | 18h 16m 16.5s          | −20° 27′ 03″       |                  |
| 6589           |                                              | Nebulosa difusa     | Sagittarius             | 18h 16m 50.4s          | −19° 53′ 24″       | 10.5             |
| 6590           |                                              | Nebulosa difusa     | Sagittarius             | 18h 17m 00s            | −19° 53′           | 9.8              |

## 6600-6699
| Número del NGC | Altres noms                                       | Tipus d'objecte      | Constel·lació            | Ascensió recta (J2000) | Declinació (J2000) | Magnitud aparent |
| -------------- | ------------------------------------------------- | -------------------- | ------------------------ | ---------------------- | ------------------ | ---------------- |
| 6600           | (duplicat de NGC 6599)                            | Galàxia              | Hercules                 | 18h 15m 43.0s          | 25° 54′ 45″        | 13.62            |
| 6601           |                                                   | Galàxia              | Constel·lació del Dragó  | 18h 11m 44.3s          | 61° 27′ 12″        | 15.6             |
| 6602           |                                                   | Galàxia              | Hercules                 | 18h 16m 34.3s          | 25° 02′ 39″        | 14.6             |
| 6603           | Messier 24                                        | Cúmul obert          | Sagittarius              | 18h 18m                | −18° 26′           | 11.1             |
| 6604           |                                                   | Cluster w/nebulosity | Serpens Cauda            | 18h 18m 02.9s          | −12° 14′ 35″       | 6.5              |
| 6605           |                                                   | Cúmul obert          | Serpens Cauda            | 18h 16m 21.7s          | −15° 00′ 55″       | 6.0              |
| 6606           |                                                   | Galàxia              | Lyra                     | 18h 14m 41.6s          | ° 43′ 16″          | 13.6             |
| 6607           |                                                   | Galàxia              | Constel·lació del Dragó  | 18h 12m 14.7s          | ° 61′ 19″          | 15.3             |
| 6608           |                                                   | Galàxia              | Constel·lació del Dragó  | 18h 12m 28.9s          | ° 61′ 17″          | 14.9             |
| 6609           |                                                   | Galàxia              | Constel·lació del Dragó  | 18h 12m 33.6s          | ° 61′ 19″          | 14.5             |
| 6610           |                                                   | Galàxia              | Hercules                 | 18h 11m 51.2s          | 14° 58′ 54″        | 12.83            |
| 6611           | Messier 16; Nebulosa de l'Àguila                  | Cúmul obert          | Serpens                  | 18h 19m                | −13° 49′           | 6.6              |
| 6612           |                                                   | Galàxia              | Lyra                     | 18h 16m 10.8s          | ° 36′ 04″          | 14.5             |
| 6613           | Messier 18                                        | Cúmul obert          | Sagittarius              | 18h 20m                | −17° 06′           | 7.2              |
| 6614           |                                                   | Galàxia              | Pavo                     | 18h 25m 07.7s          | −63° 14′ 51″       | 12.1             |
| 6615           |                                                   | Galàxia              | Ophiuchus                | 18h 18m 33.5s          | 13° 15′ 54″        | 13.2             |
| 6616           |                                                   | Galàxia              | Hercules                 | 18h 17m 41.1s          | 22° 14′ 18″        | 14.0             |
| 6617           |                                                   | Galàxia              | Constel·lació del Dragó  | 18h 14m 02.5s          | 61° 19′ 10″        | 14.7             |
| 6618           | Messier 17; Nebulosa del Calçador; Nebulosa Omega | Cúmul obert          | Sagittarius              | 18h 20m 26s            | −16° 11′           | 6.7              |
| 6619           |                                                   | Galàxia              | Hercules                 | 18h 18m 55.5s          | 23° 39′ 20″        | 13.1             |
| 6620           |                                                   | Nebulosa planetària  | Sagittarius              | 18h 22m 54.1s          | −26° 99′ 18″       | 12.7             |
| 6621           |                                                   | Galàxia              | Constel·lació del Dragó  | 18h 12m 55.3s          | 68° 21′ 48″        | 14               |
| 6622           |                                                   | Galàxia              | Constel·lació del Dragó  | 18h 12m 59.8s          | 68° 21′ 14″        | 15.0             |
| 6623           |                                                   | Galàxia              | Hercules                 | 18h 19m 42.9s          | 23° 42′ 20″        | 13.3             |
| 6624           |                                                   | Cúmul globular       | Sagittarius              | 18h 23m 40.7s          | −30° 21′ 39″       | 8.7              |
| 6625           |                                                   | Cúmul obert          | Constel·lació de l'Escut | 18h 23m 02.0s          | −12° 01′ 26″       | 9.0              |
| 6626           | Messier 28                                        | Cúmul globular       | Sagittarius              | 18h 24m 32.9s          | −24° 52′ 11″       | 8.7              |
| 6627           |                                                   | Galàxia              | Hercules                 | 18h 22m 38.9s          | ° 15′ 41″          | 13.2             |
| 6628           |                                                   | Galàxia              | Hercules                 | 18h 22m 21.9s          | ° 23′ 28″          | 13.0             |
| 6629           |                                                   | Nebulosa planetària  | Sagittarius              | 18h 25m 42.4s          | −23° 12′ 10″       | 11.3             |
| 6630           |                                                   | Galàxia              | Pavo                     | 18h 32m 35.1s          | −63° 17′ 36″       | 13.7             |
| 6631           |                                                   | Cúmul obert          | Constel·lació de l'Escut | 18h 27m 11.3s          | −12° 01′ 52″       | 11.7             |
| 6632           |                                                   | Galàxia              | Hercules                 | 18h 25m 03.1s          | ° 27′ 32″          | 12.3             |
| 6633           |                                                   | Cúmul obert          | Ophiuchus                | 18h 27m 31.2s          | +06° 34′ 12″       | 5.0              |
| 6634           | Messier 69                                        | Cúmul globular       | Sagittarius              | 18h 31m 23.2s          | −32° 20′ 53″       | 9.3              |
| 6635           |                                                   | Galàxia              | Hercules                 | 18h 27m 37.1s          | ° 14′ 49″          | 13.5             |
| 6636           |                                                   | Galàxia              | Constel·lació del Dragó  | 18h 22m 03.9s          | ° 66′ 37″          | 13.5             |
| 6637           | Messier 69                                        | Cúmul globular       | Sagittarius              | 18h 31m 23.2s          | −32° 20′ 53″       | 9.3              |
| 6638           |                                                   | Cúmul globular       | Sagittarius              | 18h 30m 56.2s          | −25° 29′ 47″       | 9.2              |
| 6639           |                                                   | Cúmul obert          | Constel·lació de l'Escut | 18h 30m 59.3s          | −13° 09′ 21″       |                  |
| 6640           |                                                   | Galàxia              | Lyra                     | 18h 28m 08.3s          | ° 34′ 18″          | 13.7             |
| 6641           |                                                   | Galàxia              | Hercules                 | 18h 28m 57.4s          | ° 22′ 54″          | 13.5             |
| 6642           |                                                   | Cúmul globular       | Sagittarius              | 18h 31m 54.2s          | −23° 28′ 34″       | 8.9              |
| 6643           |                                                   | Galàxia              | Constel·lació del Dragó  | 18h 19m 46.4s          | ° 74′ 34″          | 11.5             |
| 6644           |                                                   | Nebulosa planetària  | Sagittarius              | 18h 32m 34.7s          | −25° 07′ 44″       | 10.7             |
| 6645           |                                                   | Cúmul obert          | Sagittarius              | 18h 32m 37.9s          | −16° 53′ 02″       | 8.5              |
| 6646           |                                                   | Galàxia              | Lyra                     | 18h 29m 38.7s          | ° 39′ 51″          | 13.0             |
| 6647           |                                                   | Cúmul obert          | Sagittarius              | 18h 32m 49.3s          | −17° 13′ 43″       |                  |
| 6648           |                                                   | Estrella doble       | Constel·lació del Dragó  | 18h 25m 37.8s          | ° 64′ 58″          |                  |
| 6649           |                                                   | Cúmul obert          | Constel·lació de l'Escut | 18h 33m 27.9s          | −10° 24′ 10″       | 8.9              |
| 6650           |                                                   | Galàxia              | Constel·lació del Dragó  | 18h 25m 28.0s          | ° 68′ 00″          | 13.9             |
| 6651           |                                                   | Galàxia              | Constel·lació del Dragó  | 18h 24m 19.7s          | ° 71′ 36″          | 13.3             |
| 6652           |                                                   | Cúmul globular       | Sagittarius              | 18h 35m 45.7s          | −32° 59′ 25″       | 8.5              |
| 6653           |                                                   | Galàxia              | Pavo                     | 18h 44m 38.4s          | −73° 15′ 48″       | 12.5             |
| 6654           |                                                   | Galàxia              | Constel·lació del Dragó  | 18h 24m 07.6s          | ° 73′ 11″          | 11.8             |
| 6655           |                                                   | Estrella doble       | Constel·lació de l'Escut | 18h 34m 30.9s          | −05° 55′ 15″       |                  |
| 6656           | Messier 22                                        | Cúmul globular       | Sagittarius              | 18h 36m 24.2s          | −23° 54′ 12″       | 7.2              |
| 6681           | Messier 70                                        | Cúmul globular       | Sagittarius              | 18h 43m 12.6s          | −32° 17′ 31″       | 9.8              |
| 6694           | Messier 26                                        | Cúmul obert          | Constel·lació de l'Escut | 18h 45m                | −09° 23′           | 8.0              |

## 6700-6799
| Número del NGC | Altres noms                          | Tipus d'objecte        | Constel·lació            | Ascensió recta (J2000) | Declinació (J2000) | Magnitud aparent |
| -------------- | ------------------------------------ | ---------------------- | ------------------------ | ---------------------- | ------------------ | ---------------- |
| 6705           | Messier 11; Cúmul de l'Ànec Salvatge | Cúmul obert            | Constel·lació de l'Escut | 18h 51m                | −06° 16′           | 6.3              |
| 6709           |                                      | Cúmul obert            | Aquila                   | 18h 51m                | +10° 19′           | 7.2              |
| 6712           |                                      | Cúmul globular         | Constel·lació de l'Escut | 18h 53m 04.3s          | −08° 42′ 22″       | 9.9              |
| 6715           | Messier 54                           | Cúmul globular         | Sagittarius              | 18h 55m 03.3s          | −30° 28′ 43″       | 9.2              |
| 6720           | Messier 57; Nebulosa de l'Anell      | Nebulosa planetària    | Lyra                     | 18h 53m 35.1s          | +33° 01′ 45″       | 14.7             |
| 6723           |                                      | Cúmul globular         | Sagittarius              | 18h 59m 33.1s          | −36° 37′ 53″       | 8.7              |
| 6726           |                                      | Nebula                 | Corona Australis         | 19h 02m                | −35° 53′           |                  |
| 6727           |                                      | Nebula                 | Corona Australis         | 19h 02m                | −36° 54′           |                  |
| 6729           |                                      | Nebula                 | Corona Australis         | 19h 01m 46.4s          | −36° 57′ 40″       |                  |
| 6744           |                                      | Galàxia espiral        | Pavo                     | 19h 09m 45.3s          | −63° 51′ 21″       | 9.2              |
| 6745           |                                      | Galàxies en interacció | Lyra                     | 19h 01m 41.7s          | +40° 44′ 48″       | 13.3             |
| 6751           |                                      | Nebulosa planetària    | Aquila                   | 19h 05m 55.6s          | −05° 59′ 33″       | 15.8             |
| 6752           |                                      | Cúmul globular         | Pavo                     | 19h 10m 51.8s          | −59° 58′ 55″       | 7.0              |
| 6755           |                                      | Cúmul obert            | Aquila                   | 19h 08m                | +04° 14′           | 8.6              |
| 6760           |                                      | Cúmul globular         | Aquila                   | 19h 11m 12.1s          | +01° 01′ 50″       | 11.4             |
| 6766           |                                      | Nebulosa planetària    | Lyra                     | 20h 10m 23.7s          | +46° 27′ 40″       | 11.9             |
| 6779           | Messier 56                           | Nebulosa planetària    | Lyra                     | 19h 16m 35.5s          | +30° 11′ 04″       | 8.9              |
| 6781           |                                      | Nebulosa planetària    | Aquila                   | 19h 18m 28.1s          | +06° 32′ 19″       |                  |
| 6782           |                                      | Galàxia espiral        | Pavo                     | 19h 23m 59.1s          | −59° 55′ 23″       | 12.7             |
| 6790           |                                      | Nebulosa planetària    | Aquila                   | 19h 22m 57.0s          | +01° 30′ 46″       | 12.5             |
| 6791           |                                      | Cúmul obert            | Lyra                     | 19h 20m 53s            | +37° 46′           | 10.5             |

## 6800-6899
| Número del NGC | Altres noms                      | Tipus d'objecte     | Constel·lació | Ascensió recta (J2000) | Declinació (J2000) | Magnitud aparent |
| -------------- | -------------------------------- | ------------------- | ------------- | ---------------------- | ------------------ | ---------------- |
| 6803           |                                  | Nebulosa planetària | Aquila        | 19h 31m 16.5s          | +10° 03′ 22″       | 15.2             |
| 6809           | Messier 55                       | Cúmul globular      | Sagittarius   | 19h 39m 59.4s          | −30° 57′ 44″       | 8.1              |
| 6818           | Nebulosa de la Petita Gemma      | Nebulosa planetària | Sagittarius   | 19h 43m 57.8s          | −14° 09′ 12″       | 9.3              |
| 6819           |                                  | Cúmul obert         | Cygnus        | 19h 41m 18s            | +40° 11′ 00″       | 7.3              |
| 6822           | Galàxia de Barnard               | Galàxia irregular   | Sagittarius   | 19h 44m 57.8s          | −14° 48′ 11″       | 18               |
| 6826           | Planetari parpallejant           | Nebulosa planetària | Cygnus        | 19h 44m 48.2s          | +50° 31′ 30″       | 10.2             |
| 6838           | Messier 71                       | Cúmul globular      | Sagitta       | 19h 53m 46.1s          | +18° 46′ 42″       | 7.9              |
| 6853           | Messier 27; Nebulosa de l'Halter | Nebulosa planetària | Vulpecula     | 19h 59m 36.3s          | +22° 43′ 16″       | 7.5              |
| 6864           | Messier 75                       | Cúmul globular      | Sagittarius   | 20h 06m 04.8s          | −21° 55′ 16″       | 10.0             |
| 6866           |                                  | Cúmul obert         | Cygnus        | 20h 3.7m               | +44° 00′           | 7.6              |
| 6872           |                                  | Galàxia espiral     | Pavo          | 20h 16m 56.0s          | −70° 46′ 03″       | 12.5             |
| 6884           | (Duplicat de NGC 6766)           | Nebulosa planetària | Cygnus        | 20h 10m 23.7s          | +46° 27′ 40″       | 11.9             |
| 6888           | Nebulosa Creixent                | Nebulosa difusa     | Cygnus        | 20h 12m 07s            | +38° 21′           | 7.4              |
| 6891           |                                  | Nebulosa planetària | Delphinus     | 20h 15m 08.8s          | +12° 42′ 16″       | 10               |

## 6900-6999
| Número del NGC | Altres noms                   | Tipus d'objecte        | Constel·lació          | Ascensió recta (J2000) | Declinació (J2000) | Magnitud aparent |
| -------------- | ----------------------------- | ---------------------- | ---------------------- | ---------------------- | ------------------ | ---------------- |
| 6913           | Messier 29                    | Cúmul obert            | Cygnus                 | 20h 23m 56s            | +38° 31′           | 7.3              |
| 6914           |                               | Nebulosa difusa        | Cygnus                 | 20h 25m                | +42°               |                  |
| 6934           |                               | Cúmul globular         | Delphinus              | 20h 34m 11.5s          | +07° 24′ 15″       | 10.5             |
| 6946           |                               | Galàxia espiral        | Cepheus                | 20h 34m 51.4s          | +60° 09′ 18″       | 10.5             |
| 6960           | Nebulosa del Vel              | Nebulosa difusa        | Cygnus                 | 20h 45m 38.0s          | +30° 42′ 30″       |                  |
| 6981           | Messier 72                    | Cúmul globular         | Constel·lació d'Aquari | 20h 53m 27.9s          | −12° 32′ 13″       | 10.0             |
| 6994           | Messier 73                    | Asterisme              | Constel·lació d'Aquari | 20h 59m                | −12° 38′           | 8.9              |
| 6995           | (Part de la Nebulosa del Vel) | Nebulosa difusa        | Cygnus                 | 20h 57m                | +31° 13′           |                  |
| 6996           |                               | Associació d'estrelles | Cygnus                 | 20h 56m 25s            | +45° 28′           |                  |
| 6997           |                               | Cúmul obert            | Cygnus                 | 20h 56m 40s            | +44° 39′           | 10.0             |
| 6998           |                               | Galàxia el·líptica     | Microscopium           | 21h 01m 37.7s          | −28° 01′ 55″       | 15.6             |
| 6999           |                               | Galàxia lenticular     | Microscopium           | 21h 01m 59.5s          | −28° 03′ 32″       |                  |